# Proxima Centauri c

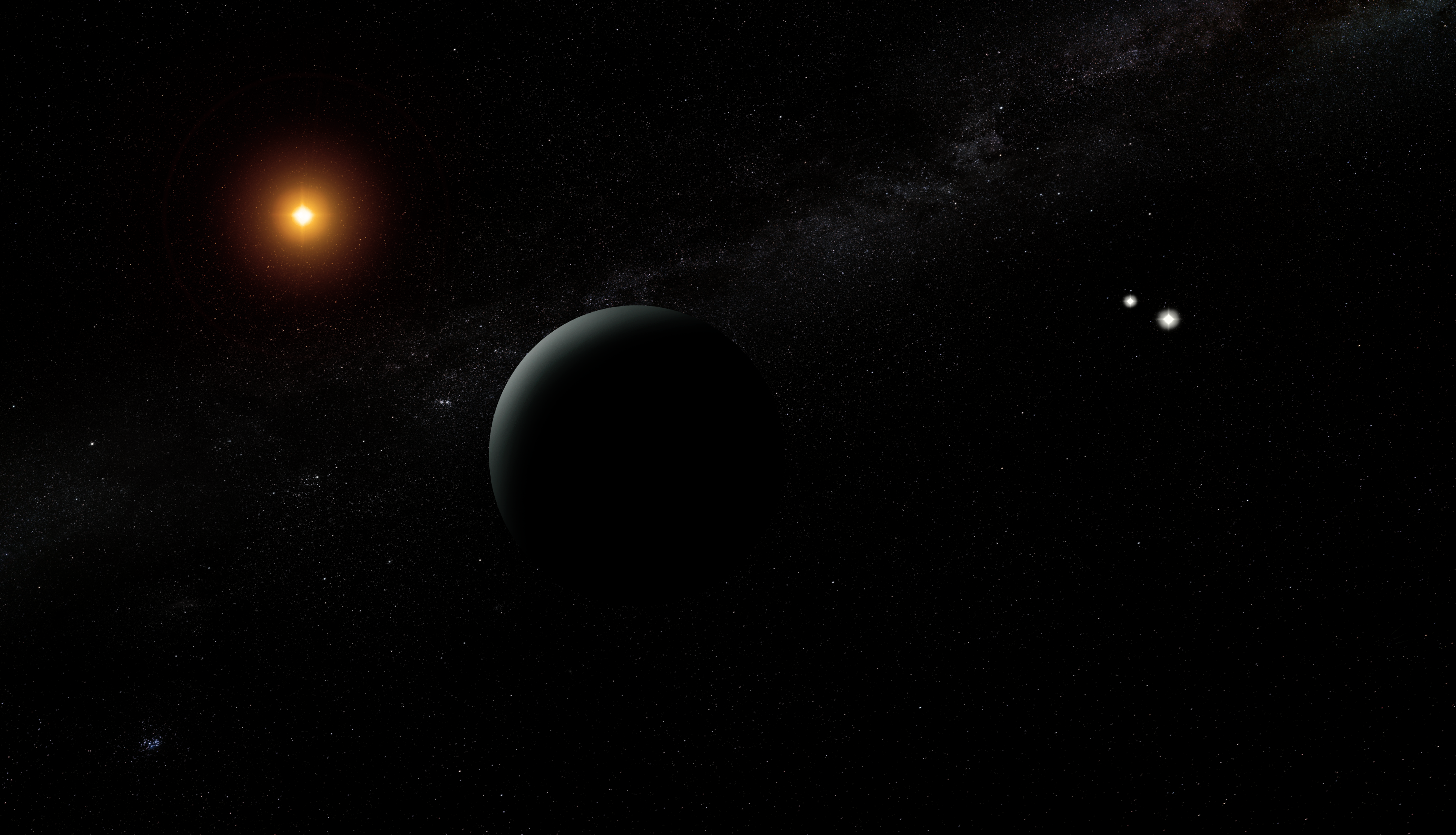

Proxima Centauri c (auch Proxima c oder Alpha Centauri Cc genannt) ist ein Exoplanet, der von Fritz Benedict und Barbara E. McArthur in ihrem Forschungsbericht 2019 (ohne Peer-Review) vorgestellt wurde, woraufhin ein Eintrag in die Extrasolar Planets Encyclopaedia (EPE) erfolgte.
Proxima c umkreist gemeinsam mit Proxima Centauri b den roten Zwergstern Proxima Centauri, auch V645 Centauri oder Alpha Centauri C genannt, welcher der Sonne am nächsten gelegen und Teil eines Dreifachsternsystems ist. Er befindet sich etwa 4,2 Lichtjahre (ca. 1,30 pc oder 4·1013 km) von der Erde entfernt im Sternbild Centaurus und ist damit zusammen mit Proxima Centauri b der nächstgelegene bekannte Exoplanet außerhalb des Sonnensystems.
Proxima Centauri c ist eine Supererde oder ein Mini-Neptun und etwa 7-mal so massereich wie die Erde. Er umkreist seinen Heimatstern alle 5,28 Jahre (ca. 1.928 Tage) in einer Entfernung von etwa 1,49 Astronomischen Einheiten (AE) oder 223.000.000 km. Aufgrund der großen Entfernung von Proxima Centauri und der niedrigen Gleichgewichtstemperatur von etwa 39 K (≈ −234 °C) ist der Exoplanet wahrscheinlich nicht bewohnbar.
Der Planet wurde erstmals vom italienischen Astrophysiker Mario Damasso und seinen Kollegen im April 2019 gemeldet. Damassos Team hatte geringfügige Bewegungen von Proxima Centauri in den Radialgeschwindigkeitsdaten des HARPS-Instruments der Europäischen Südsternwarte (ESO) bemerkt, was auf einen möglichen zweiten Planeten hinwies, der Proxima Centauri umkreist. Die Entdeckung wurde im Januar 2020 veröffentlicht. Im Juni 2020 wurde die Existenz des Planeten mit Hilfe von Hubble-Astrometriedaten von ca. 1995 bestätigt, wodurch seine Bahnneigung und wahre Masse bestimmt werden konnten. Ebenfalls im Juni 2020 wurde ein möglicher direkter Bildnachweis (englisch Direct imaging) von Proxima c veröffentlicht. Da die entdeckte Quelle zu hell für einen Planeten der Masse und des Alters von Proxima c ist, deutet dies möglicherweise darauf hin, dass der Planet ein Ringsystem mit einem Radius von etwa 5 Jupiterradien (RJ) haben könnte.